# Матар
Матар — маленький остров в группе Острова Анжу, входящий в архипелаг Новосибирские острова (Северный Ледовитый океан, между Морем Лаптевых и Восточно-Сибирским морем). Административно относится к Якутии. Входит в состав охранной зоны Государственного природного заповедника «Усть-Ленский».

Находится вблизи острова Котельный, самого крупного среди островов Анжу. Архипелаг лежит примерно посередине между материковой частью Сибири и Северной Землей. Координаты: приблизительно 75° северной широты и 140° восточной долготы.

Климат на острове крайне суровый, типичный для арктического региона. Зима длится большую часть года, средняя температура зимой опускается до −30°C и ниже. Лето короткое и холодное, среднегодовая температура редко превышает +5°C. Часто бывают сильные ветры и метели.

Остров покрыт преимущественно тундровой растительностью, встречаются редкие кустарники и мхи. Рельеф характеризуется холмистостью, местами наблюдаются ледяные поля и многолетняя мерзлота.

Остров был открыт во время экспедиций русских исследователей в XIX веке. Одним из первых путешественников, достигших Новосибирских островов, стал Эдуард Толль, участник Русской полярной экспедиции начала XX века. Его работа внесла значительный вклад в изучение геологии и географии региона.

На сегодняшний день остров практически необитаем. Из-за тяжелых климатических условий постоянное население отсутствует. Однако ученые периодически посещают эти места для проведения различных исследований, включая изучение изменений климата, состояния вечной мерзлоты и влияния глобального потепления на экосистемы Арктики.

Архипелаг Новосибирских островов представляет собой уникальный природный объект, который позволяет ученым наблюдать процессы, происходящие в условиях экстремально низких температур и ограниченной биологической активности. Исследования, проводимые на Матаре и соседних островах, помогают лучше понимать механизмы изменения климата и прогнозировать возможные последствия для всей планеты.

Таким образом, остров Матар, несмотря на свою удаленность и труднодоступность, играет важную роль в изучении Арктики и её природных процессов. Благодаря этому небольшому клочку земли учёные получают ценные данные, которые способствуют пониманию глобальных экологических проблем современности.

Остров Матар не является вулканическим происхождением. Новосибирские острова, включая остров Матар, образовались в результате геологических процессов, связанных с движением тектонических плит и отложениями осадочных пород. Это значит, что они возникли благодаря накоплению морских осадков, а не вулканической деятельности.
Новосибирские острова состоят главным образом из известняков, песчаников и других осадочных пород, а также имеют значительные участки многолетней мерзлоты. Вулканическая активность в этом регионе отсутствует, поскольку он расположен вдали от активных тектонических зон.